# Adriano Zamboni
Pour les articles homonymes, voir Zamboni (homonymie).
Adriano Zamboni (né le 22 juin 1933 à Montorio Veronese, une frazione de la ville de Vérone, en Vénétie et mort le 13 mai 2005 à Vérone) est un coureur cycliste italien.

## Biographie
Professionnel de 1955 à 1962, Adriano Zamboni a notamment remporté Milan-Vignola à deux reprises et une étape du Tour d'Italie 1961.

## Palmarès
- 1953
  - 2e de la Coppa San Geo
- 1955
  - 3e du Tour de Lombardie amateurs
- 1956
  - 3e du Tour de la province de Reggio de Calabre
- 1957
  - Milan-Rapallo
  - 2e du Grand Prix Ceramisti
  - 3e du GP Faenza
- 1958
  - Tour de Vénétie
  - Milan-Vignola
- 1959
  - Tour de Toscane
  - Milan-Vignola
  - Trofeo Matteotti
  - 2e du championnat d'Italie sur route
  - 2e du Tour du Latium
  - 2e du Tour de Vénétie
  - 3e du Trofeo Boldini (avec Mario Tosato)
- 1960
  - 2e du Tour de Toscane
- 1961
  - 16e étape du Tour d'Italie
  - Tour des Apennins
  - Tour de Romagne

## Résultats sur les grands tours

### Tour de France
1 participation
- 1961 : 16e

### Tour d'Italie
6 participations
- 1956 : 34e
- 1957 : 26e
- 1959 : 12e
- 1960 : 13e
- 1961 : 38e, vainqueur de la 16e étape
- 1962 : abandon